# Babett Konau
Babett Konau (* 4. November 1978 in Schwerin) ist ein deutsches Fotomodell, ehemalige Schönheitskönigin und Schauspielerin.

## Leben
Nach dem Besuch einer polytechnischen Oberschule und eines Sportgymnasiums in Schwerin absolvierte sie ab 1995 in Kiel eine dreijährige Ausbildung zur zahnmedizinischen Fachangestellten. Nach dem Fachabitur arbeitete sie auch in diesem Beruf. In Schwerin war sie 1984 bis 1990 als Judoka, ab 1991 im Judo als Leistungssportlerin (brauner Gürtel) sowie Jugendtrainerin aktiv.
Im Januar 2003 wurde sie als Miss Kiel zur Miss Schleswig-Holstein im Europa-Park Rust zur Miss Germany gewählt. Im November/Dezember 2003 nahm sie an der Wahl zur Miss World in der Volksrepublik China teil. 2006 verkörperte sie die Saloon-Wirtin im Theaterstück Winnetou I beim Elspe Festival. Sie wirkte als Laiendarstellerin in Reality-Soaps-Serien mit, wie beispielsweise Das Familiengericht und Das Jugendgericht, und war als Event-Moderatorin tätig.
2015 wurde sie zur Misses Germany gewählt.
Babett Konau wohnte 2015 in Bonn und hatte einen Modeladen in Köln.